# Olivier Occéan
Olivier Occéan (n. Brossard, Provincia de Quebec, Canadá, 23 de octubre de 1981) es un exfutbolista canadiense que jugaba de mediocampista.

## Selección nacional
Ha sido internacional con la selección de fútbol de Canadá; donde hasta ahora, ha jugado 28 partidos internacionales y ha anotado 6 goles por dicho seleccionado.

## Clubes
| Club                                  | País           | Año         |
| ------------------------------------- | -------------- | ----------- |
| Longueuil Select Rive-Sud             | Canadá         | 1998 - 2000 |
| Southern Connecticut State University | Canadá         | 2000 - 2002 |
| Vermont Voltage                       | Estados Unidos | 2002 - 2004 |
| Odd Grenland BK                       | Noruega        | 2004 - 2006 |
| Lillestrøm SK                         | Noruega        | 2006 - 2010 |
| Kickers Offenbach                     | Alemania       | 2010 - 2011 |
| Greuther Fürth                        | Alemania       | 2011 - 2012 |
| Eintracht Frankfurt                   | Alemania       | 2012 - 2015 |
| 1. FC Kaiserslautern (cedido)         | Alemania       | 2013 - 2014 |
| Odd Grenland BK                       | Noruega        | 2015 - 2017 |
| IF Urædd                              | Noruega        | 2018        |
| Mjøndalen IF                          | Noruega        | 2018 - 2020 |
| IF Urædd                              | Noruega        | 2020 - 2021 |